# 2002 PJ149
2002 PJ149, também escrito como 2002 PJ149, é um objeto transnetuniano que está localizado no Cinturão de Kuiper, uma região do Sistema Solar. Este corpo celeste é classificado como um cubewano. Ele possui uma magnitude absoluta de 5,3 e tem um diâmetro estimado de cerca de 383 km. O astrônomo Mike Brown lista este corpo celeste em sua página na internet como um candidato a possível planeta anão.

## Descoberta
2002 PJ149 foi descoberto no dia 11 de agosto de 2002 pelo astrônomo Marc W. Buie.

## Órbita
A órbita de 2002 PJ149 tem uma excentricidade de 0,076 e possui um semieixo maior de 45,361 UA. O seu periélio leva o mesmo a uma distância de 41,905 UA em relação ao Sol e seu afélio a 48,818 UA.